# Colonia Dieciséis de Septiembre
Colonia Dieciséis de Septiembre är en ort i Mexiko.   Den ligger i kommunen Tepic och delstaten Nayarit, i den centrala delen av landet, 600 km väster om huvudstaden Mexico City. Colonia Dieciséis de Septiembre ligger 904 meter över havet och antalet invånare är 394.
Terrängen runt Colonia Dieciséis de Septiembre är varierad. Runt Colonia Dieciséis de Septiembre är det ganska tätbefolkat, med 199 invånare per kvadratkilometer. Närmaste större samhälle är Tepic, 4,6 km sydost om Colonia Dieciséis de Septiembre. Runt Colonia Dieciséis de Septiembre är det i huvudsak tätbebyggt.